# Jonathan Wallace
Jonathan Wallace (* 16. Mai 1986 in Huntsville, Alabama) ist ein US-amerikanischer Basketballspieler. Wallace wurde in der Basketball-Bundesliga 2008/09 mit den EWE Baskets Oldenburg deutscher Meister. Seit der Saison 2013/14 steht der Point Guard bei den WALTER Tigers Tübingen unter Vertrag.

## Karriere

### Highschool und College
Wallace ging auf die Sparkman High School in Harvest, Alabama. Dort konnte er durchschnittlich 16,5 Punkte, 4,1 Assists, 3,1 Rebounds und 2,4 Steals pro Spiel erzielen. Nebenher war er unter anderem auch noch Quarterback der American-Football-Mannschaft und Schülersprecher. Daraufhin wurde Wallace von der Georgetown University rekrutiert. In seinem Junior-Jahr führte er das Team mit den späteren NBA-Spielern Roy Hibbert und Jeff Green bis in die Final Four der NCAA Division I Basketball Championship. Er ist sowohl was die Trefferquote (43,3 %), als auch die getroffenen Würfe (240) angeht, Georgetowns bester Dreierschütze aller Zeiten. Das College schloss er mit dem Bachelor in Kommunikationswissenschaften mit Sportmanagement als Nebenfach ab.

### Profikarriere
Nach den vier Jahren am College unterzeichnete der 1,87 m große Guard spielte 2008 einen Vertrag beim slowenischen Erstligisten KK Olimpija Ljubljana. Im Februar 2009 wechselte Wallace zum deutschen Bundesligisten EWE Baskets Oldenburg. Mit den „Donnervögeln“ gewann er auf Anhieb die Deutsche Meisterschaft. Zur Saison 2009/10 kehrte er zurück in die USA und spielte dort in der NBA Development League für die Rio Grande Valley Vipers.
Im August 2010 unterschrieb Wallace einen Ein-Jahres-Vertrag beim ambitionierten deutschen Zweitligisten FC Bayern München in der ProA, der sich durch den Aufstieg in die BBL um ein weiteres Jahr verlängerte. Ursprünglich war er in München mehr als Shooting Guard eingeplant, nach der langfristigen Verletzung von Steffen Hamann im ersten Spiel der Saison 2010/11 spielte er jedoch wieder mehr als Point Guard, seiner angestammten Position. Nachdem er während der Saison 2011/2012 in der Basketball-Bundesliga lediglich von der Bank kam und seine Einsatzzeit gekürzt wurde, verließ Wallace den Verein nach Saisonende und wechselte in die belgische Liga zu Belfius Mons-Hainaut im Hennegau. Wallace erreichte mit seinem Team das Finale, dort waren sie jedoch Telenet Oostende unterlegen. Nach einem Jahr in Belgien kehrte Wallace nach Deutschland zurück und schloss sich Erstligist WALTER Tigers Tübingen an. In der Saison 2015/2016 spielte Wallace beim angolanischen Erstligisten Recreativo do Libolo.
Im August 2016 gab die Georgetown University bekannt, dass Wallace als special assistant von John Thompson III das Collegeteam der University betreuen wird. 2017 wurde Patrick Ewing neuen Cheftrainer von Georgetown, Wallace arbeitete bis 2019 weiter unter ihm. Anschließend wechselte er zu den Denver Nuggets als „Basketball Operations Associate“. Ende August 2022 gaben die Minnesota Timberwolves bekannt, dass Wallace neuer „Director of Player Personnel“ und der General Manager des Farmteams Iowa Wolves wird.